# Mario Miegge
Mario Miegge (Aosta, 1932 – Ferrara, 19 marzo 2014) è stato un filosofo italiano.

## Biografia
Figlio del teologo Giovanni Miegge, si laureò all'Università di Roma con Ugo Spirito e insegnò all'Università di Urbino e all'Università di Ferrara. Affiancò all'insegnamento e alla ricerca l'attività politica e l'impegno religioso nella Chiesa evangelica valdese.

## Opere principali
- I talenti messi a profitto: l'interpretazione della parabola dei denari affidati ai servi dalla Chiesa antica a Calvino, Urbino, Argalia, 1969
- Il protestante nella storia, Torino, Claudiana, 1970
- Martin Lutero, 1483-1545, Roma, Editori riuniti, 1983
- Vocation et travail: essai sur l'éthique puritaine, Genève, Labor et Fides, 1989
- Il sogno del re di Babilonia: profezia e storia da Thomas Müntzer a Isaac Newton, Milano, Feltrinelli, 1995
- Capitalisme, Genève, Labor et fides, 2001
- Che cos'è la coscienza storica?, Milano, Feltrinelli, 2004
- Capitalismo e modernità: una lettura protestante, Torino, Claudiana, 2005